# Gustave Jean Hubert Regout
Gustave Jean Hubert Regout, ook wel Gustave I Regout (Maastricht, 4 november 1839 – Meerssen, 8 februari 1923), was een Nederlands ondernemer,  grootgrondbezitter en kasteelheer.

## Biografische schets
Gustave was een telg uit de bekende Maastrichtse fabrikantenfamilie Regout. Hij was de vijfde en jongste zoon van Petrus I Regout (1801-1878) en Aldegonda Hoeberechts (1798-1878). Als kind beleefde hij van dichtbij de razendsnelle expansie van de glas-, kristal- en aardewerkfabrieken van Petrus Regout & Co., die door zijn vader gesticht waren aan de Boschstraat en het Bassin. In navolging van zijn broer Louis volgde hij van 1853-1857 een technische opleiding aan de Sint-Lodewijkscholen in Mechelen. Toen de directeur van die school hem aan het einde van de opleiding vroeg wat zijn plannen waren, antwoordde Gustave dat zijn vader hem bestemd had voor de papierfabricage, waarop de directeur antwoordde: "Des te beter voor u, want vijf zonen in één bedrijf lijkt me wat veel". Desalniettemin werd hij op 18-jarige leeftijd aangesteld in de glasslijperij ("taillerie") van het familiebedrijf. Na twee jaar kwam hij op de glasproductieafdeling ("verrerie"), onder supervisie van zijn broer Pierre (Petrus II). Toen zijn broer Louis ziek werd en voor zes maanden naar Spanje werd gestuurd, werd hij vervangen door Edouard en volgde Gustave laatstgenoemde op in de aardewerkfabriek ("faïencerie").
In 1870 werd het bedrijf omgezet in een v.o.f. en werden de vier broers van Gustave benoemd tot vennoten. Gustave trok zich op dat moment juist terug uit het bedrijf, tot groot verdriet van zijn vader. Toen Edouard kort daarop ziek werd (pneumoconiose, de in de aardewerkindustrie gevreesde "pottemennekeskrenkde"), verving Gustave hem voor halve dagen, onbezoldigd en geassisteerd door Edouards oudste zoon Adrien (1854-1930). Na de dood van Petrus I in 1878 werd het familiebedrijf omgezet in een commanditaire vennootschap (c.v.) en werden drie van de vijf broers directeur. Edouard stierf echter in hetzelfde jaar, waarna zijn weduwe vennoot werd. Eugène richtte zich meer en meer op het andere familiebedrijf (de Maastrichtsche Spijker- en Draadnagelfabriek v/h Thomas Regout), waardoor in de praktijk Petrus II en Louis in het bedrijf de dienst uitmaakten. Gustave had zich toen al min of meer teruggetrokken uit de dagelijkse bedrijfsvoering. Wel was hij voorzitter van de raad van beheer. Daarnaast richtte hij zich op zijn familie, het beheer van zijn landgoederen en de jacht.

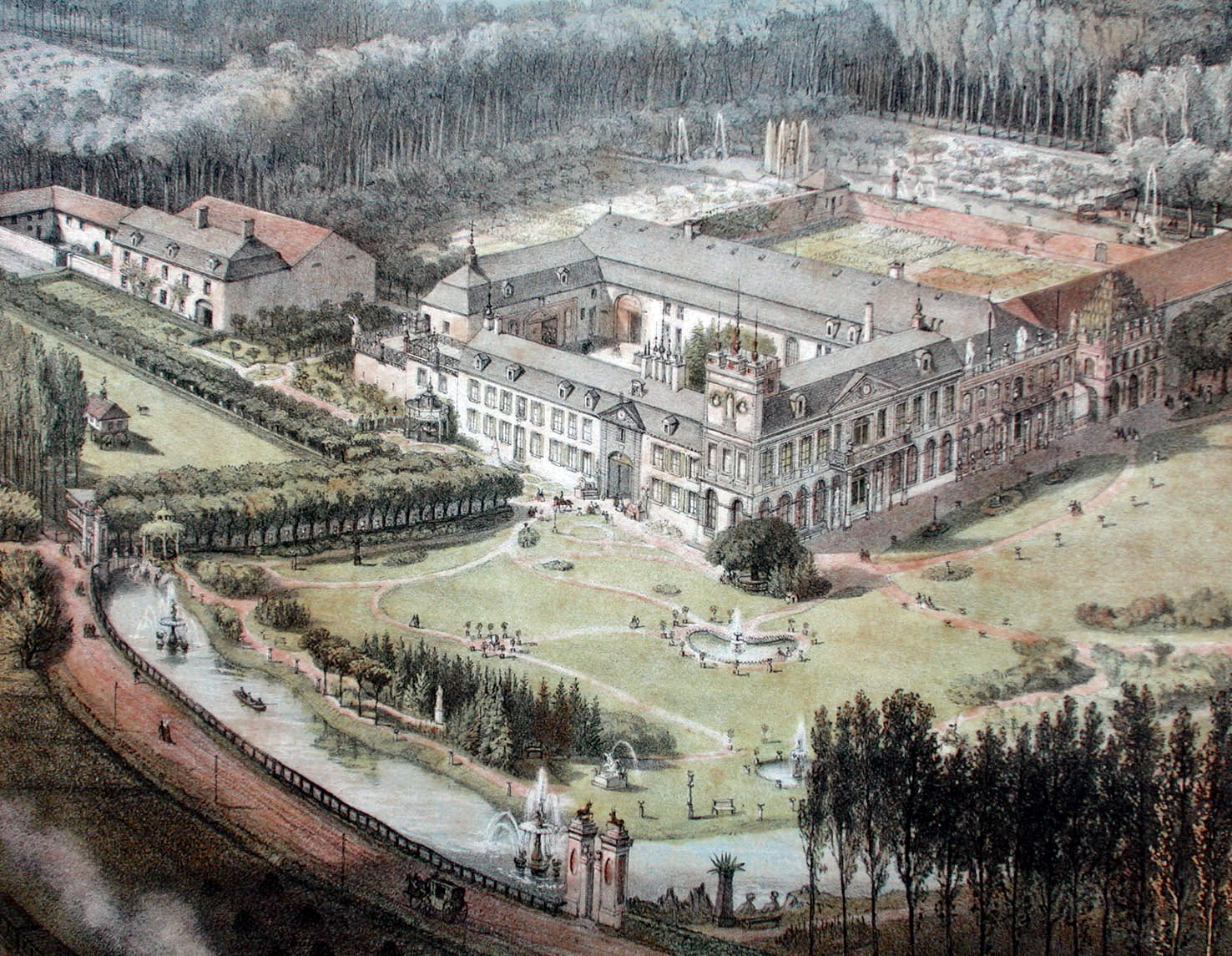
Kasteel Vaeshartelt met tuinen (album P. Regout, 1868)

Gustave, die als enige zoon bij zijn stervende vader aanwezig was, erfde na het overlijden van beide ouders in 1878 het kasteel en landgoed Vaeshartelt. In 1902 wist hij dit verder uit te breiden door de aankoop van het aangrenzende Meerssenhoven. Het kasteelpark van Vaeshartelt was in opdracht van Petrus I door de Belgische landschapsarchitect Jean Gindra ingericht met een "Grand Canal", een "Grande Cascade", een gedenkzuil voor koning Willem II en tal van andere attracties. De lusthof is afgebeeld op meerdere kleurenlitho's in een album getiteld Album dedié a mes enfants et mes amis (Parijs, 1868). Gustave slaagde er niet in de lusthof op dezelfde manier in stand te houden; weldra waren de meeste paviljoens en fonteinen verdwenen. Wel rationaliseerde hij het 118 ha grote landgoed en verhoogde de opbrengst door de aanplant van fruitboomgaarden. Verder liet hij de entree verfraaien met een koepelvormige bekroning, die de zuidoostvleugel een tamelijk curieus aanzicht heeft gegeven. In 1869 kreeg hij door zijn huwelijk met Louise Pétry het vooruitzicht op het bezit van een tweetal landgoederen in het Land van Herve. 
Na de dood van Louises moeder in 1883 erfden Louise en haar zus Eugénie beiden de helft van het kasteel van Neufchâteau in Dalhem en de abdij van Val-Dieu in Aubel. Een jaar later kocht Gustave van zijn schoonzus haar erfdeel in Val-Dieu. Na haar dood kwam ook Neufchâteau in bezit van de Regouts. Zoals zijn vader Petrus I ervoor gezorgd had dat elk van zijn kinderen een kasteel, villa of herenhuis kreeg toebedeeld, zo bezorgde Gustave zijn vijf zonen elk een aanzienlijk landgoed. Zijn oudste zoon Gustave II trouwde in 1890 met een dochter van de rijke wapenfabrikant Stevens en erfde via zijn vrouw het kasteel Bethlehem te Limmel. Neufchâteau en Val-Dieu gingen, bij wijze van huwelijksgeschenk, naar twee jongere zonen: Neufchâteau naar Alphonse (in 1898) en Val-Dieu naar Adolphe (in 1902). In 1907 deed hij zijn resterende bezittingen over aan zijn (toen nog) ongehuwde zonen: Meerssenhoven aan Edmond en Vaeshartelt aan Edouard.
Gustave overleefde zijn vrouw en zijn oudste zoon en overleed op 83-jarige leeftijd op kasteel Vaeshartelt. Hij werd bijgezet in het familiemausoleum van de Regouts naast de Basiliek van Meerssen.

## Nakomelingschap
|                                                                                 |  |  |
| Louise Regout-Pétry en twee van haar zonen: Edouard (links) en Edmond, ca. 1900 |  |  |

Op 15 maart 1869 trouwde Gustave in Dalhem met Marie Louise Philippinne Ghislaine Eugenie ("Louise") Pétry (1849-1916), dochter van Henri Etienne Pétry en barones Eugénie Constantine Ghislaine Plunkett de Rathmore. Het echtpaar kreeg vijf zonen. Twee daarvan namen vooraanstaande functies in het familiebedrijf in. De anderen waren levensgenieters; met name Edmond en in mindere mate Edouard namen het ervan en bereisden een groot deel van de wereld. Alle vijf zonen bewoonden een kasteel, geërfd via hun vader of moeder, of door huwelijk verworven.
1. Gustave Joseph Hubert Marie Eugène (Gustave II) Regout (1869-1920), bestuurder N.V. De Sphinx v/h Petrus Regout & Co., bewoner kasteel Bethlehem, gehuwd met Bertha Mélanie Joséphine ("Mélanie") Stevens (1870-1959), 15 kinderen
2. François Joseph "Edmond" Regout (1870-1926), wereldreiziger, eigenaar kasteel Meerssenhoven, ongehuwd, geen kinderen
3. Alphonse Hubert Joseph Patrice Regout (1874-1947), bewoner kasteel van Neufchâteau (Dalhem), gehuwd met Augusta Maria Hendricks (1875-1931), 9 kinderen
4. Adolphe Eugène Hubert Joseph Regout (1876-1952), bestuurder N.V. De Sphinx v/h Petrus Regout & Co., bewoner kasteel Goedenraad en abdij van Val-Dieu, gehuwd met Jeanne Henriette Marie Louise ("Jeanne") Laloux (1881-1971), 7 kinderen
5. Edouard Hubert Joseph Regout (1877-1947), bewoner kasteel Vaeshartelt en Meerssenhoven, vermoordde zijn echtgenote Henriette Sophie Caroline Marie ("Sophie") van der Does de Willebois (1896-1939)[12], 2 kinderen

In 2012 behoorden 131 van de 365 nakomelingen van Petrus I Regout en Aldegonda Hoeberechts tot de tak Gustave Regout (75 mannen en 56 vrouwen), daarmee de talrijkste tak vormend. Tot de bekendere nakomelingen behoren: de kunstschilder Gustaaf Regout (via de zijtak Gustave II), de wereldreiziger Edmond Regout en de ondernemer Adolphe Regout.